# Volleyball Franches-Montagnes 2016-2017
Questa voce raccoglie le informazioni riguardanti il Volleyball Franches-Montagnes nella stagione 2016-2017.

## Organigramma societario
Area direttiva
- Presidente: Benoit Gogniat
- Responsabile della squadra: Bertrand Faivet

Area comunicazione
- Responsabile comunicazione: André Mazzarini

Area tecnica
- Allenatore: Romeu Beltramelli
- Secondo allenatore: Leonardo Portaleoni
- Scoutman: Tatiana Hermenegildo
- Preparatore atletico: Oscar Burillo

Area sanitaria
- Medico: Thierry Maître
- Fisioterapista: Noémie Sauvage Pasche, Maya Loetscher, Romain Vaucher
- Massaggiatore: Rachel Vuilleumier, Glenn Vuilleumier

## Rosa
| N° | Nome                 | Ruolo | Data di nascita  | Nazionalità sportiva |
| -- | -------------------- | ----- | ---------------- | -------------------- |
| 2  | Larissa Rothenbühler | C     | 1º giugno 1997   | Svizzera             |
| 3  | Aude Buchwalder      | S/O   | 8 marzo 1994     | Svizzera             |
| 5  | Lara Gerber          | S     | 5 maggio 1998    | Svizzera             |
| 7  | Nicole Edelman       | P     | 14 aprile 1994   | Stati Uniti          |
| 9  | Kaylin Squyres       | S     | 10 giugno 1994   | Stati Uniti          |
| 10 | Julie Vuilleumier    | C     | 4 gennaio 1998   | Svizzera             |
| 11 | Taryn Sciarini       | L     | 11 maggio 1998   | Svizzera             |
| 12 | Eloïse Rebetez       | P     | 14 giugno 1997   | Svizzera             |
| 13 | Linda Kronenberg     | S     | 6 ottobre 1990   | Svizzera             |
| 14 | Carla Castiglione    | S/O   | 7 marzo 1989     | Argentina            |
| 15 | Valentina Založnik   | S     | 4 aprile 1992    | Slovenia             |
| 16 | Florencia Busquets   | C     | 27 giugno 1989   | Argentina            |
| 17 | Elsa Donzé           | L     | 14 dicembre 1996 | Svizzera             |

## Mercato
| Acquisti | Acquisti           | Acquisti     | Acquisti   |
| R.       | Nome               | da           | Modalità   |
| -------- | ------------------ | ------------ | ---------- |
| C        | Florencia Busquets | Boca Juniors | definitivo |
| S/O      | Carla Castiglione  | San Lorenzo  | definitivo |
| S        | Nicole Edelman     | Colorado     | definitivo |
| S        | Linda Kronenberg   | Top Lucerna  | definitivo |
| S        | Kaylin Squyres     | UC Davis     | definitivo |
| S        | Valentina Založnik | Venelles     | definitivo |

- Larissa Rothenbühler, C, promossa dal settore giovanile;
- Julie Vuilleumier, C, promossa dal settore giovanile.

| Cessioni | Cessioni           | Cessioni     | Cessioni   |
| R.       | Nome               | a            | Modalità   |
| -------- | ------------------ | ------------ | ---------- |
| C        | Natalia Aispurúa   | Boca Juniors | definitivo |
| S        | Elise Boillat      | Kanti        | definitivo |
| S        | Josefina Fernández | Nyíregyháza  | definitivo |
| C        | Nicole Koolhaas    | CSM Bucarest | definitivo |
| C        | Eva Michalski      | ?            | definitivo |
| S        | Mojca Pene         | ?            | definitivo |
| P        | Ana Cristina Porto | Barueri      | definitivo |

## Risultati

### Lega Nazionale A

#### Regular season

##### Primo round
| 1ª giornata - 15 ottobre 2016 Salle Derrière-la-Ville 5, Cheseaux          | Cheseaux           | 3 - 0 | Franches-Montagnes  | 25-21, 25-21, 25-20               |
| 2ª giornata - 22 ottobre 2016 Salle de la Pépinière, Les Breuleux          | Franches-Montagnes | 3 - 0 | Top Lucerna         | 25-21, 25-12, 25-17               |
| 3ª giornata - 16 novembre 2016 Salle Forum BIWI, Rossemaison               | Franches-Montagnes | 0 - 3 | Volero Zurigo       | 14-25, 19-25, 13-25               |
| 4ª giornata - 30 ottobre 2016 Palestra Lambertenghi, Lugano                | Lugano             | 3 - 2 | Franches-Montagnes  | 13-25, 33-31, 25-13, 21-25, 15-8  |
| 5ª giornata - 6 novembre 2016 Salle de la Pépinière, Les Breuleux          | Franches-Montagnes | 3 - 1 | Düdingen            | 25-11, 28-30, 25-21, 25-23        |
| 6ª giornata - 11 novembre 2016 BBC Arena, Sciaffusa                        | Kanti              | 1 - 3 | Franches-Montagnes  | 19-25, 25-17, 20-25, 20-25        |
| 7ª giornata - 13 novembre 2016 Salle Forum BIWI, Rossemaison               | Franches-Montagnes | 3 - 0 | Köniz               | 25-22, 25-15, 25-17               |
| 8ª giornata - 23 novembre 2016 Halle des sports de la Riveraine, Neuchâtel | Neuchâtel          | 2 - 3 | Franches-Montagnes  | 29-27, 23-25, 25-14, 23-25, 12-15 |
| 9ª giornata - 27 novembre 2016 Salle Forum BIWI, Rossemaison               | Franches-Montagnes | 0 - 3 | Sm'Aesch Pfeffingen | 14-25, 21-25, 18-25               |

##### Secondo round
| 10ª giornata - 4 dicembre 2016 Salle Forum BIWI, Rossemaison       | Franches-Montagnes  | 3 - 0 | Cheseaux           | 25-18, 25-16, 25-22               |
| 11ª giornata - 11 dicembre 2016 Bahnhofhalle, Lucerna              | Top Lucerna         | 0 - 3 | Franches-Montagnes | 15-25, 23-25, 17-25               |
| 12ª giornata - 17 dicembre 2016 Sportanlage Im Birch, Zurigo       | Volero Zurigo       | 3 - 0 | Franches-Montagnes | 25-17, 25-20, 25-21               |
| 13ª giornata - 19 febbraio 2017 Salle Forum BIWI, Rossemaison      | Franches-Montagnes  | 3 - 0 | Lugano             | 25-16, 25-21, 25-21               |
| 14ª giornata - 4 gennaio 2017 Sporthalle Leimacker, Düdingen       | Düdingen            | 3 - 1 | Franches-Montagnes | 25-20, 19-25, 25-13, 25-18        |
| 15ª giornata - 7 gennaio 2017 Salle de la Pépinière, Les Breuleux  | Franches-Montagnes  | 3 - 1 | Kanti              | 25-15, 25-10, 20-25, 25-16        |
| 16ª giornata - 14 gennaio 2017 Sporthalle Weissenstein, Berna      | Köniz               | 0 - 3 | Franches-Montagnes | 22-25, 11-25, 20-25               |
| 17ª giornata - 22 gennaio 2017 Salle de la Pépinière, Les Breuleux | Franches-Montagnes  | 3 - 2 | Neuchâtel          | 25-17, 25-27, 15-25, 25-21, 15-11 |
| 18ª giornata - 28 gennaio 2017 Mehrzweckhalle Löhrenacker, Aesch   | Sm'Aesch Pfeffingen | 3 - 1 | Franches-Montagnes | 20-25, 25-22, 25-13, 25-17        |

##### Terzo round
| 19ª giornata - 4 febbraio 2017 Salle de la Pépinière, Les Breuleux         | Franches-Montagnes  | 3 - 0 | Düdingen           | 25-22, 25-19, 25-23        |
| 20ª giornata - 5 febbraio 2017 Halle des sports de la Riveraine, Neuchâtel | Neuchâtel           | 3 - 1 | Franches-Montagnes | 25-19, 29-27, 16-25, 25-14 |
| 21ª giornata - 11 febbraio 2017 Salle de la Pépinière, Les Breuleux        | Franches-Montagnes  | 3 - 0 | Top Lucerna        | 26-24, 25-20, 25-19        |
| 22ª giornata - 18 febbraio 2017 Salle de la Pépinière, Les Breuleux        | Franches-Montagnes  | 3 - 0 | Cheseaux           | 25-19, 25-20, 26-24        |
| 23ª giornata - 24 febbraio 2017 BBC Arena, Sciaffusa                       | Kanti               | 3 - 1 | Franches-Montagnes | 16-25, 25-22, 25-21, 25-13 |
| 24ª giornata - 26 febbraio 2017 Salle Forum BIWI, Rossemaison              | Franches-Montagnes  | 3 - 0 | Köniz              | 25-20, 25-17, 25-22        |
| 25ª giornata - 4 marzo 2017 Palestra Lambertenghi, Lugano                  | Lugano              | 3 - 1 | Franches-Montagnes | 20-25, 25-16, 25-21, 25-21 |
| 26ª giornata - 11 marzo 2017 Salle de la Pépinière, Les Breuleux           | Franches-Montagnes  | 0 - 3 | Volero Zurigo      | 19-25, 19-25, 17-25        |
| 27ª giornata - 12 marzo 2017 Mehrzweckhalle Löhrenacker, Aesch             | Sm'Aesch Pfeffingen | 3 - 0 | Franches-Montagnes | 25-22, 25-13, 25-17        |

#### Play-off scudetto
| Quarti di finale (gara 1) - 18 marzo 2017 Salle Derrière-la-Ville 5, Cheseaux | Cheseaux            | 0 - 3 | Franches-Montagnes  | 26-28, 17-25, 16-25               |
| Quarti di finale (gara 2) - 25 marzo 2017 Salle de la Pépinière, Les Breuleux | Franches-Montagnes  | 3 - 2 | Cheseaux            | 25-16, 25-10, 23-25, 24-26, 15-13 |
| Semifinale (gara 1) - 6 aprile 2017 Salle Forum BIWI, Rossemaison             | Franches-Montagnes  | 0 - 3 | Sm'Aesch Pfeffingen | 22-25, 13-25, 14-25               |
| Semifinale (gara 2) - 8 aprile 2017 Mehrzweckhalle Löhrenacker, Aesch         | Sm'Aesch Pfeffingen | 3 - 1 | Franches-Montagnes  | 25-13, 25-20, 25-27, 25-15        |

### Coppa di Svizzera

#### Fase a eliminazione diretta
| Ottavi di finale - 8 gennaio 2017 99er-Sporthalle, Therwil                 | Therwil             | 0 - 3 | Franches-Montagnes | 14-25, 17-25, 19-25        |
| Quarti di finale - 29 gennaio 2017 Salle de Gym La Pépinière, Les Breuleux | Franches-Montagnes  | 3 - 1 | Köniz              | 25-20, 25-17, 25-27, 25-21 |
| Semifinali - 12 febbraio 2017 MZH Löhrenacker, Aesch                       | Sm'Aesch Pfeffingen | 3 - 1 | Franches-Montagnes | 25-19, 25-17, 21-25, 25-16 |

### Coppa CEV

#### Fase a eliminazione diretta
| Primo turno (andata) - 15 dicembre 2016 Forum Biwi, Rossemaison                     | Franches-Montagnes | 3 - 0 | Drita              | 25-18, 25-14, 25-16        |
| Primo turno (ritorno) - 22 dicembre 2016 Palestra Selishta-Petriti, Gjilan          | Drita              | 0 - 3 | Franches-Montagnes | 12-25, 22-25, 12-25        |
| Sedicesimi di finale (andata) - 12 gennaio 2017 Forum Biwi, Rossemaison             | Franches-Montagnes | 1 - 3 | Galatasaray        | 25-23, 15-25, 17-25, 13-25 |
| Sedicesimi di finale (ritorno) - 24 gennaio 2017 Burhan Felek Spor Salonu, Istanbul | Galatasaray        | 3 - 0 | Franches-Montagnes | 25-14, 25-23, 25-16        |

## Statistiche

### Statistiche di squadra
| Competizione      | Punti | In casa | In casa | In casa | In trasferta | In trasferta | In trasferta | Totale | Totale | Totale |
| Competizione      | Punti | G       | V       | P       | G            | V            | P            | G      | V      | P      |
| ----------------- | ----- | ------- | ------- | ------- | ------------ | ------------ | ------------ | ------ | ------ | ------ |
| Lega Nazionale A  | 50    | 16      | 12      | 4       | 15           | 5            | 10           | 31     | 17     | 14     |
| Coppa di Svizzera | -     | 1       | 1       | 0       | 2            | 1            | 1            | 3      | 2      | 1      |
| Coppa CEV         | -     | 2       | 1       | 1       | 2            | 1            | 1            | 4      | 2      | 2      |
| Totale            | -     | 19      | 16      | 5       | 19           | 7            | 12           | 38     | 21     | 17     |

G = partite giocate; V = partite vinte; P = partite perse

### Statistiche dei giocatori
| Giocatrice      | Coppa CEV | Coppa CEV | Coppa CEV | Coppa CEV | Coppa CEV |
| Giocatrice      | P         | PT        | AV        | MV        | BV        |
| --------------- | --------- | --------- | --------- | --------- | --------- |
| A. Buchwalder   | 3         | 27        | 20        | 1         | 6         |
| F. Busquets     | 3         | 24        | 11        | 7         | 6         |
| C. Castiglione  | 3         | 15        | 13        | 1         | 1         |
| E. Donzé        | 3         | 0         | 0         | 0         | 0         |
| N. Edelman      | 3         | 14        | 5         | 6         | 3         |
| L. Gerber       | 0         | 0         | 0         | 0         | 0         |
| L. Kronenberg   | 3         | 14        | 12        | 0         | 2         |
| E. Rebetez      | 3         | 0         | 0         | 0         | 0         |
| L. Rothenbühler | 0         | 0         | 0         | 0         | 0         |
| T. Sciarini     | 2         | 1         | 1         | 0         | 0         |
| K. Squyres      | 3         | 18        | 11        | 4         | 3         |
| J. Vuilleumier  | 0         | 0         | 0         | 0         | 0         |
| V. Založnik     | 3         | 22        | 17        | 3         | 2         |

P = presenze; PT = punti totali; AV = attacchi vincenti; MV = muri vincenti; BV = battute vincenti

NB: Non sono disponibili i dati relativi alla Lega Nazionale A e alla Coppa di Svizzera